# Ауксология
Ауксология (от греч. auxano «расти») — изучение процесса роста и развития человека, одно из направлений антропологии, «возрастная антропология». Термин ауксология относится к изучению биологического роста и применяется для характеристики различных аспектов ростового процесса. Впервые данный термин для изучения человека был предложен в 1919 г. французским исследователем  Полем Годеном.

## Общие задачи возрастной антропологии
1. Исследование изменчивости антропологических признаков в процессе роста и развития;
2. Выявление механизмов различных преобразований в онтогенезе человека (прежде всего морфологических и функциональных). Данные исследования ведутся с учётом широкого спектра биологических и социальных факторов — без учёта этой информации они просто не имеют смысла;
3. Изучение географических (экологических) и эпохальных (исторических) особенностей процесса развития человека.

## Понятия и определения в ауксологии
Рост и развитие — сложные явления, включающие в себя не только увеличение размеров, но и процессы формообразования. Рост — увеличение размеров тела или его частей. В его основе лежат клеточные процессы:
1. увеличение числа клеток, или гиперплазия,
2. увеличение размеров клеток, или гипертрофия,
3. увеличение межклеточного вещества, или аккреция.

Созревание труднее поддается определениям, чем рост. Часто его характеризуют как процесс перехода к зрелому состоянию, но само понятие зрелости варьирует в зависимости от того, о каком из биологических параметров идет речь. Так, например, под половой зрелостью подразумевается полное достижение организмом функциональной способности к воспроизводству. Костная зрелость означает полную оссификацию (окостенение) скелета у взрослого человека. Созревание отражает темпы и сроки процесса перехода к взрослому состоянию и тесно связано с понятием биологического возраста. Термины рост и созревание всегда сопровождаются понятием «развитие». Этот термин включает в себя 2 основных аспекта: биологический, когда речь идёт о развитии тканей, систем органов в процессе пренатального и постнатального онтогенеза, и поведенческий (психологический, социальный), когда ребёнок осваивает навыки общения и поведения в контексте того или иного социально-культурного окружения.
Понятие онтогенез является одним из основных понятий ауксологии и возрастной антропологии. Данный термин был введен в биологию Э. Геккелем при формировании им генетического закона. Сейчас под онтогенезом понимают все последовательные преобразования организма, от зачатия до окончания жизненного цикла.